# Mercedes Machado
Mercedes Machado Machado (Tenerife, 1896 – Ibidem, 2 de septiembre de 1970) fue una docente y abogada española, considerada como la primera abogada de Canarias.

## Trayectoria
Al fallecer su padre, su madre se trasladó a Francia, donde contrajo matrimonio en segundas nupcias. Cuando regresó a Tenerife, estudió magisterio y, posteriormente, Filosofía y Letras, especializándose en Lenguas Clásicas, ambas en la Universidad de La Laguna. Al finalizar cursó también la carrera de Derecho. Fue la primera graduada de la Universidad de La Laguna y se le considera como la primera abogada de Canarias, estudios de los que se licenció en 1929, aunque no se colegió hasta 1936, tres años después de que Josefina Perdomo Benítez se colegiara en el colegio de Abogados de Las Palmas.
Se dedicó a la docencia porque se le denegó el ingreso en el colegio de abogados por ser mujer. Como docente, desarrolló su carrera profesional en el Instituto de Canarias, en la Escuela de Magisterio y en la Universidad de La Laguna donde impartió clases de Filosofía, Literatura, Latín y Griego. Dominaba también varios idiomas, entre ellos, francés, alemán, inglés, griego e italiano.

## Reconocimientos
Su trayectoria pedagógica fue reconocida mediante la medalla de la Orden Alfonso X El Sabio.
Desde de 1992, existe una asociación de mujeres ubicada en la isla de Tenerife que lleva su nombre.
La ciudad de Santa Cruz de Tenerife cuenta con una calle con el nombre de Mercedes Machado. Se dio su nombre a la calle Rubén Marichal, con una iniciativa del Consejo Municipal de la mujer de Santa Cruz de Tenerife, que tenía como fin subsanar la desigualdad en cuanto a que solo el 4 por ciento de las vías de Santa Cruz estaban designadas por féminas. Con esa iniciativa se pretendió dar relevancia, en cuanto al reconocimiento social, oficial y público de aquellas mujeres que, por su trayectoria personal o laboral, contribuyeron al desarrollo de la isla.28°28′42″N 16°15′28″O / 28.4783499, -16.2577088
El 8 de junio de 2023 el Cabildo de Tenerife le otorgó la distinción de "Hija Predilecta de la isla", a título póstumo.